# États-Unis aux Jeux olympiques d'été de 1928
Les États-Unis participent aux Jeux olympiques d'été de 1928 à Amsterdam aux Pays-Bas. 280 athlètes américains, 236 hommes et 44 femmes, ont participé à 96 compétitions dans 15 sports. Ils y ont obtenu 56 médailles : 22 d'or, 18 d'argent et 16 de bronze. Les États-Unis terminent à la première place du tableau des médailles.

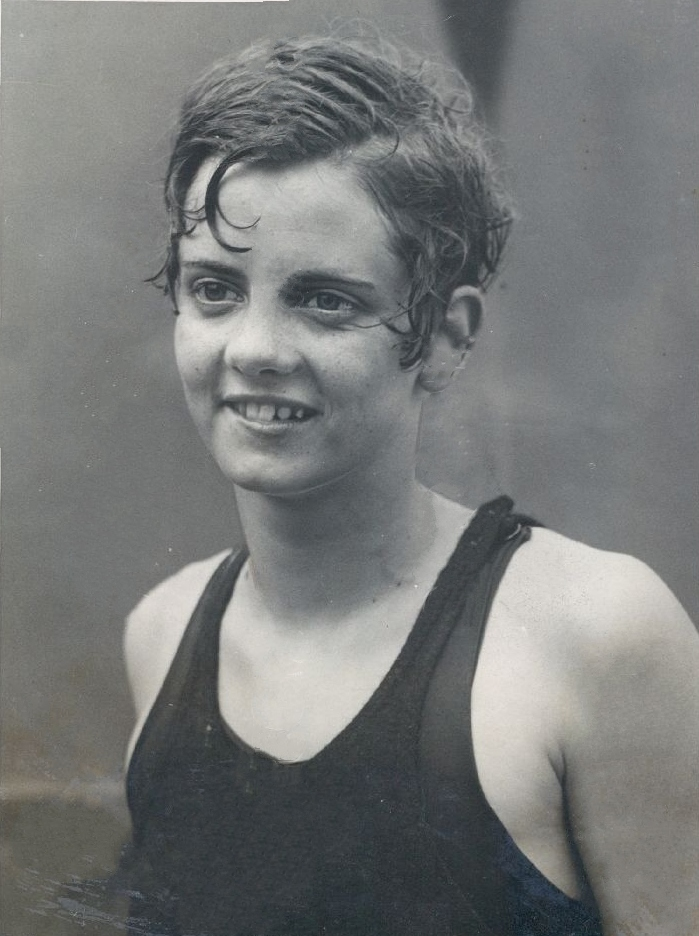
Josephine McKim médaillée de bronze en natation, sur 400 m nage libre.

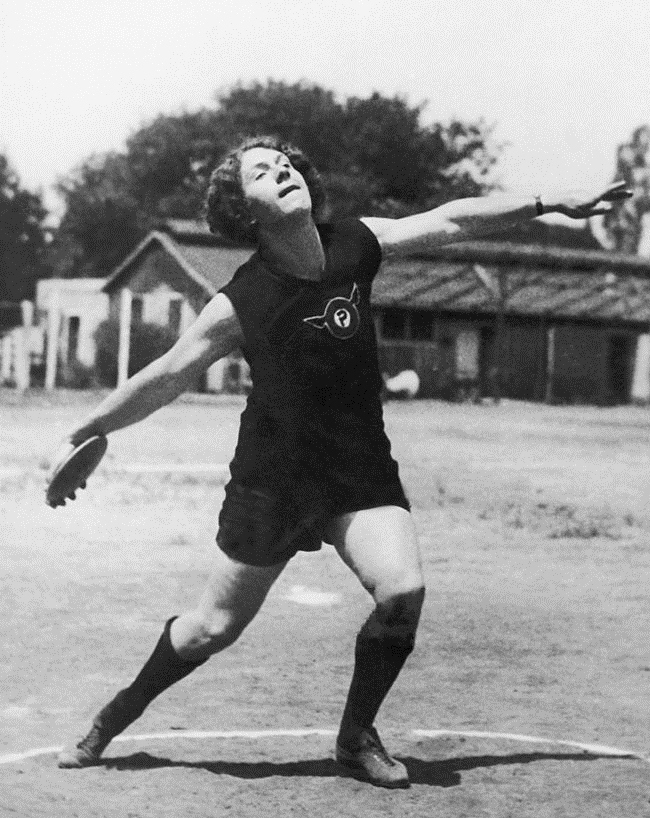
Lillian Copeland, vice championne olympique de lancer du disque.

## Bilan global
| Sport      | Médaille d'or, Jeux olympiques | Médaille d'argent, Jeux olympiques | Médaille de bronze, Jeux olympiques | Total |
| Athlétisme | 9                              | 8                                  | 8                                   | 25    |
| Aviron     | 2                              | 2                                  | 1                                   | 5     |
| Boxe       | 0                              | 2                                  | 1                                   | 3     |
| Escrime    | 0                              | 0                                  | 1                                   | 1     |
| Lutte      | 1                              | 1                                  | 0                                   | 2     |
| Natation   | 6                              | 2                                  | 3                                   | 11    |
| Plongeon   | 4                              | 3                                  | 2                                   | 9     |
|            | 22                             | 18                                 | 16                                  | 56    |

## Liste des médaillés américains

### Médailles d'or
| Sport                                              | Discipline | Sportifs |
| Médailles d’or 22                                  | |          |
| Athlétisme                                         | |          |
| 400 m                                              | Ray Barbuti |          |
| 4 × 100 m                                          | Frank Wykoff, James Quinn Charley Borah, Henry Russell |          |
| 4 × 400 m                                          | George Baird, Frederick Alderman Emerson Spencer, Ray Barbuti                                                                                             |          |
| Saut en hauteur                                    | Robert King |          |
| Saut à la perche                                   | Sabin Carr |          |
| Saut en longueur                                   | Ed Hamm |          |
| Lancer du poids                                    | John Kuck |          |
| Lancer du disque                                   | Clarence Houser |          |
| 100 m femmes                                       | Betty Robinson |          |
| Aviron                                             | |          |
| Deux de couple                                     | Paul Costello, Charles McIlvaine |          |
| Huit hommes                                        | Marvin Stalder, John Brinck, Francis Frederick William Thompson, William Dally, James Workman Hubert A. Caldwell, Peter Donlon, Donald Blessing (barreur) |          |
| Lutte                                              | |          |
| Poids plume, 56 - 61 kg                            | Allie Morrison |          |
| Natation                                           | |          |
| 100 m nage libre hommes                            | Johnny Weissmuller |          |
| 100 m dos hommes                                   | George Kojac |          |
| 4 × 200 m nage libre hommes                        | Austin Clapp, George Kojac Walter Laufer, Johnny Weissmuller                                                                                              |          |
| 100 m nage libre femmes                            | Albina Osipowich |          |
| 400 m nage libre femmes                            | Martha Norelius |          |
| 4 × 100 m nage libre femmes                        | Eleanor Garatti, Adelaide Lambert Martha Norelius, Albina Osipowich                                                                                       |          |
| Plongeon                                           | |          |
| Tremplin à 3 m hommes                              | Pete Desjardins |          |
| Tremplin à 3 m femmes                              | Helen Meany |          |
| Plongeon de haut vol hommes Plateforme à 10 mètres | Pete Desjardins |          |
| Plongeon de haut vol femmes Plateforme à 10 mètres | Elizabeth Becker-Pinkston |          |

### Médailles d'argent
| Sport                                              | Discipline                                                  | Sportifs |
| Médailles d’argent 18                              |                                                             |          |
| Athlétisme                                         |                                                             |          |
| 110 m haies                                        | Steve Anderson                                              |          |
| 400 m haies                                        | Frank Cuhel                                                 |          |
| Saut en hauteur                                    | Benjamin Hedges                                             |          |
| Saut à la perche                                   | William Droegemueller                                       |          |
| Triple saut                                        | Levi Casey                                                  |          |
| Lancer du poids                                    | Herman Brix                                                 |          |
| 4 × 100 m femmes                                   | Jessica Cross, Loretta McNeil Betty Robinson, Mary Washburn |          |
| Lancer du disque femmes                            | Lillian Copeland                                            |          |
| Aviron                                             |                                                             |          |
| Skiff hommes                                       | Kenneth Myers                                               |          |
| Quatre sans barreur                                | Charles Karle, William Miller George Healis, Ernest Bayer   |          |
| Boxe                                               |                                                             |          |
| Poids coqs (-53,5 kg)                              | John Daley                                                  |          |
| Poids légers (-61,2 kg)                            | Steve Halaiko                                               |          |
| Lutte                                              |                                                             |          |
| Poids mi-moyens, 66 - 72 kg                        | Lloyd Appleton                                              |          |
| Natation                                           |                                                             |          |
| 100 m nage libre hommes                            | Walter Laufer                                               |          |
| 100 m nage libre dames                             | Eleanor Garatti                                             |          |
| Plongeon                                           |                                                             |          |
| Tremplin à 3 m hommes                              | Michael Galitzen                                            |          |
| Tremplin à 3 m femmes                              | Dorothy Poynton                                             |          |
| Plongeon de haut vol femmes Plateforme à 10 mètres | Georgia Coleman                                             |          |

### Médailles de bronze
| Sport                                              | Discipline                  | Sportifs |
| Médailles de bronze 16                             |                             |          |
| Athlétisme                                         |                             |          |
| 110 m haies                                        | John Collier                |          |
| 400 m haies                                        | Morgan Taylor               |          |
| Saut à la perche                                   | Charles McGinnis            |          |
| Saut en longueur                                   | Alfred Bates                |          |
| Lancer du disque                                   | James Corson                |          |
| Lancer du marteau                                  | Edmund Black                |          |
| Décathlon                                          | John Doherty                |          |
| Saut en hauteur femmes                             | Mildred Wiley               |          |
| Aviron                                             |                             |          |
| Deux sans barreur                                  | Paul McDowell, John Schmitt |          |
| Boxe                                               |                             |          |
| Poids plumes (-57,2 kg)                            | Harold Devine               |          |
| Escrime                                            |                             |          |
| Épée individuelle                                  | George Charles Calnan       |          |
| Natation                                           |                             |          |
| 1500 m nage libre hommes                           | Buster Crabbe               |          |
| 100 m dos hommes                                   | Paul Wyatt                  |          |
| 400 m nage libre femmes                            | Josephine McKim             |          |
| Plongeon                                           |                             |          |
| Tremplin à 3 m femmes                              | Georgia Coleman             |          |
| Plongeon de haut vol hommes Plateforme à 10 mètres | Michael Galitzen            |          |